# Campeonato de Segunda División 1930 (Argentina)
El Campeonato de Segunda División 1930 fue el trigésimo segundo torneo de Segunda División y el trigésimo campeonato de la cuarta categoría. Fue organizado por la Asociación Amateurs Argentina de Football.
Los nuevos participantes fueron: Villa Fischer, que regresó al torneo; y los nuevos afiliados 9 de Julio, Ciudadela Juniors, Defensores de Hurlingham, El Pilar, El Progreso, El Rumor, Estrella Blanca, Flores Unidos, Oriente, Sarmiento y Villa Madero.
El torneo consagró campeón por segunda vez a Boca Juniors III, tras vencer en la final a Boulogne, que obtuvo el ascenso.

## Ascensos y descensos
| Pos. | Ascendidos a División Intermedia 1930 |
| ---- | ------------------------------------- |
| 2.º  | Loma Juniors                          |

| Descendidos de División Intermedia 1929 |
| --------------------------------------- |
| No hubo                                 |

| Afiliados                |
| ------------------------ |
| 9 de Julio               |
| Ciudadela Juniors        |
| Defensores de Hurlingham |
| El Pilar                 |
| El Progreso              |
| El Rumor                 |
| Estrella Blanca          |
| Flores Unidos            |
| Oriente                  |
| Sarmiento                |
| Villa Fischer            |
| Villa Madero             |

| Desafiliados          |
| --------------------- |
| América               |
| Casal Catalá          |
| José Altube           |
| Olimpo                |
| Sportivo San Bernardo |
| Unidos de Quilmes     |
| Vulcano               |

### Incorporaciones
| Incorporados               |
| -------------------------- |
| Sp. Alsina III             |
| Boca Juniors IV            |
| Buenos Aires III           |
| Colegiales III             |
| Defensores de Belgrano III |
| Del Plata III              |
| El Porvenir III            |
| Excursionistas III         |
| Huracán IV                 |
| Platense III               |
| San Lorenzo de Almagro III |
| San Telmo III              |
| Sportsman III              |

| Retirados                       |
| ------------------------------- |
| Adrogué III                     |
| Argentino de Quilmes III        |
| Estudiantes III                 |
| Gimnasia y Esgrima La Plata III |
| La Paternal III                 |

El número de participantes aumentó a 60.

## Sistema de disputa
Los participantes fueron divididos en nueve zonas: una de cinco equipos, cuatro de seis equipos, dos de siete equipos, una de ocho equipos y una de nueve equipos; donde se enfrentaron bajo el sistema de todos contra todos a dos ruedas. En caso de empate en puntos en el primer puesto se disputó un desempate. El ganador de cada zona avanzó a la fase final, donde se enfrentaron a eliminación directa, a partido único, hasta consagrar a un campeón.

### Ascenso
Se ordenó a los clasificados a la fase final de tal forma que, el ganador de una de las semifinales, obtuvo el ascenso.

## Equipos participantes
| Equipo                     | Ciudad               |
| -------------------------- | -------------------- |
| 9 de Julio                 |                      |
| Almirante Brown            | Adrogué              |
| Alsina III                 | Valentín Alsina      |
| American                   | Buenos Aires         |
| Argentinos Juniors III     | Buenos Aires         |
| Atlanta III                | Buenos Aires         |
| Azul y Blanco              |                      |
| Banfield III               | Banfield             |
| Barracas III               | Buenos Aires         |
| Barracas Central III       | Buenos Aires         |
| Boca Juniors III           | Buenos Aires         |
| Boca Juniors IV            | Buenos Aires         |
| Boulogne                   | Buenos Aires         |
| Buenos Aires III           | Buenos Aires         |
| Buenos Aires III           | Dock Sud             |
| Chiclana                   |                      |
| Ciudadela Juniors          | Ciudadela            |
| Colegiales III             | Buenos Aires         |
| Defensores de Belgrano III | Buenos Aires         |
| Defensores de Hurlingham   | Hurlingham           |
| Del Plata III              | Quilmes              |
| Dock Sud III               | Dock Sud             |
| El Pilar                   |                      |
| El Porvenir III            | Gerli                |
| El Progreso                | Lanús                |
| El Rumor                   |                      |
| Esmeralda                  |                      |
| Estrella Blanca            | Lanús                |
| Estudiantil Porteño III    | Buenos Aires         |
| Excursionistas III         | Buenos Aires         |
| Flores Central             |                      |
| Flores Unidos              |                      |
| Huracán III                | Buenos Aires         |
| Huracán IV                 | Buenos Aires         |
| Huracán de Lanús           | Lanús                |
| Independiente III          | Avellaneda           |
| Lanús III                  | Lanús                |
| Lincoln                    | Buenos Aires         |
| Oriente                    |                      |
| Palermo III                | Buenos Aires         |
| Parmenio Piñero            | Buenos Aires         |
| Peñarol                    | Boulogne             |
| Platense III               | Buenos Aires         |
| Porteño III                | Buenos Aires         |
| Racing III                 | Avellaneda           |
| Rivarola                   |                      |
| River Plate III            | Buenos Aires         |
| San Cristobal              | Buenos Aires         |
| San Lorenzo de Almagro III | Buenos Aires         |
| San Telmo III              | Buenos Aires         |
| Sarmiento                  |                      |
| Sportsman III              | Buenos Aires         |
| Talleres III               | Remedios de Escalada |
| Tiro Federal               |                      |
| Unión de Lanús             | Lanús                |
| Unión y Progreso           |                      |
| Villa Adelina              | Villa Adelina        |
| Villa Fischer              | Buenos Aires         |
| Villa Furst                | Buenos Aires         |
| Villa Madero               |                      |

## Fase de zonas

### Zona 1

#### Tabla de posiciones
| Pos. | Equipo                  | Pts. | J | G | E | P |
| ---- | ----------------------- | ---- | - | - | - | - |
| 1.º  | Argentinos Juniors III  | 12   | 8 | 5 | 2 | 1 |
| 2.º  | Buenos Aires III        | 11   | 8 | 5 | 1 | 2 |
| 3.º  | Atlanta III             | 10   | 8 | 4 | 2 | 2 |
| 4.º  | Estudiantil Porteño III | 6    | 8 | 2 | 2 | 4 |
| 5.º  | Colegiales III          | 1    | 8 | 0 | 1 | 7 |

|  | Clasificado a la fase final. |

### Zona 2

#### Tabla de posiciones
| Pos. | Equipo            | Pts. | J  | G  | E | P  |
| ---- | ----------------- | ---- | -- | -- | - | -- |
| 1.º  | Independiente III | 20   | 10 | 10 | 0 | 0  |
| 2.º  | Lanús III         | 10   | 10 | 5  | 0 | 5  |
| 3.º  | Racing III        | 10   | 10 | 5  | 0 | 5  |
| 4.º  | Talleres III      | 10   | 10 | 5  | 0 | 5  |
| 5.º  | Dock Sud III      | 10   | 10 | 5  | 0 | 5  |
| 6.º  | Banfield III      | 0    | 10 | 0  | 0 | 10 |

|  | Clasificado a la fase final. |

### Zona 3

#### Tabla de posiciones
| Pos. | Equipo               | Pts. | J  | G | E | P |
| ---- | -------------------- | ---- | -- | - | - | - |
| 1.º  | Boca Juniors III     | 16   | 10 | 7 | 2 | 1 |
| 2.º  | Sportsman III        | 13   | 10 | 5 | 3 | 2 |
| 3.º  | Huracán III          | 12   | 10 | 5 | 2 | 3 |
| 4.º  | Sp. Barracas III     | 12   | 10 | 5 | 2 | 3 |
| 5.º  | San Telmo III        | 5    | 10 | 2 | 1 | 7 |
| 6.º  | Sp. Alsina III       | 2    | 10 | 1 | 0 | 9 |
| —    | Sp. Buenos Aires III | —    | —  | — | — | — |

|  | Clasificado a la fase final. |

### Zona 4

#### Tabla de posiciones
| Pos. | Equipo                     | Pts. | J  | G | E | P  |
| ---- | -------------------------- | ---- | -- | - | - | -- |
| 1.º  | Sp. Palermo III            | 17   | 10 | 8 | 1 | 1  |
| 2.º  | Defensores de Belgrano III | 12   | 10 | 5 | 2 | 3  |
| 3.º  | Excursionistas III         | 11   | 10 | 5 | 1 | 4  |
| 4.º  | River Plate III            | 10   | 10 | 4 | 2 | 4  |
| 5.º  | Platense III               | 9    | 10 | 3 | 3 | 4  |
| 6.º  | Porteño III                | 0    | 10 | 0 | 0 | 10 |

|  | Clasificado a la fase final. |

### Zona 5

#### Tabla de posiciones
| Pos. | Equipo                     | Pts. | J | G | E | P |
| ---- | -------------------------- | ---- | - | - | - | - |
| 1.º  | Barracas Central III       | 12   | 8 | 6 | 0 | 2 |
| 2.º  | Boca Juniors IV            | 10   | 8 | 5 | 0 | 3 |
| 3.º  | San Lorenzo de Almagro III | 10   | 8 | 4 | 2 | 2 |
| 4.º  | Huracán IV                 | 5    | 8 | 2 | 1 | 5 |
| 5.º  | El Porvenir III            | 3    | 8 | 1 | 1 | 6 |
| —    | Del Plata III              | —    | — | — | — | — |

|  | Clasificado a la fase final. |

### Zona 6

#### Tabla de posiciones
| Pos. | Equipo           | Pts. | J | G | E | P |
| ---- | ---------------- | ---- | - | - | - | - |
| 1.º  | Boulogne         | 13   | 8 | 5 | 3 | 0 |
| 2.º  | Villa Adelina    | 12   | 8 | 5 | 2 | 1 |
| 3.º  | Azul y Blanco    | 8    | 8 | 4 | 0 | 4 |
| 4.º  | American         | 7    | 8 | 2 | 3 | 3 |
| 5.º  | Unión y Progreso | 0    | 8 | 0 | 0 | 8 |
| —    | Peñarol          | —    | — | — | — | — |

|  | Clasificado a la fase final. |

### Zona 7

#### Tabla de posiciones
| Pos. | Equipo                   | Pts. | J  | G  | E | P  |
| ---- | ------------------------ | ---- | -- | -- | - | -- |
| 1.º  | Villa Furst              | 20   | 12 | 10 | 0 | 2  |
| 2.º  | Defensores de Hurlingham | 17   | 12 | 8  | 1 | 3  |
| 3.º  | Oriente                  | 13   | 12 | 6  | 1 | 5  |
| 4.º  | Sarmiento                | 12   | 12 | 6  | 0 | 6  |
| 5.º  | Ciudadela Juniors        | 11   | 12 | 5  | 1 | 6  |
| 6.º  | El Rumor                 | 10   | 12 | 4  | 2 | 6  |
| 7.º  | Lincoln                  | 1    | 12 | 0  | 1 | 11 |

|  | Clasificado a la fase final. |

### Zona 8

#### Tabla de posiciones
| Pos. | Equipo              | Pts. | J  | G | E | P  |
| ---- | ------------------- | ---- | -- | - | - | -- |
| 1.º  | Huracán de Lanús    | 21   | 16 | 8 | 5 | 3  |
| 2.º  | Tiro Federal        | 20   | 16 | 7 | 6 | 3  |
| 3.º  | Esmeralda           | 19   | 16 | 7 | 5 | 4  |
| 4.º  | Almirante Brown (A) | 18   | 16 | 7 | 4 | 5  |
| 5.º  | Estrella Blanca     | 16   | 16 | 6 | 4 | 6  |
| 6.º  | Unión de Lanús      | 16   | 16 | 7 | 2 | 7  |
| 7.º  | El Progreso         | 15   | 16 | 7 | 1 | 8  |
| 8.º  | Rivarola            | 13   | 16 | 4 | 5 | 7  |
| 9.º  | Villa Fischer       | 6    | 16 | 2 | 2 | 12 |

|  | Clasificado a la fase final. |

### Zona 9

#### Tabla de posiciones
| Pos. | Equipo          | Pts. | J  | G  | E | P  |
| ---- | --------------- | ---- | -- | -- | - | -- |
| 1.º  | Chiclana        | 26   | 14 | 12 | 2 | 0  |
| 2.º  | Flores Central  | 17   | 14 | 7  | 3 | 4  |
| 3.º  | Flores Unidos   | 17   | 14 | 8  | 1 | 5  |
| 4.º  | El Pilar        | 15   | 14 | 7  | 1 | 6  |
| 5.º  | Parmenio Piñero | 13   | 14 | 4  | 5 | 5  |
| 6.º  | 9 de Julio      | 12   | 14 | 5  | 2 | 7  |
| 7.º  | San Cristóbal   | 7    | 14 | 3  | 1 | 10 |
| 8.º  | Villa Madero    | 5    | 14 | 2  | 1 | 11 |

|  | Clasificado a la fase final. |

## Fase final

### Cuadro de desarrollo
|  | Octavos de final | Octavos de final       | Octavos de final     |                   |   | Cuartos de final       | Cuartos de final | Cuartos de final |   |  | Semifinales | Semifinales      | Semifinales |  |  | Final | Final | Final |  |
|  |                  |                        |                      |                   |   |                        |                  |                  |   |  |             |                  |             |  |  |       |       |       |  |
|  |                  |                        |                      |                   |   |                        |                  |                  |   |  |             |                  |             |  |  |       |       |       |  |
|  | 1                | Argentinos Juniors III | 3                    |                   |   |                        |                  |                  |   |  |             |                  |             |  |  |       |       |       |  |
|  | 1                | Argentinos Juniors III | 3                    |                   |   |                        |                  |                  |   |  |             |                  |             |  |  |       |       |       |  |
|  | 4                | Sp. Palermo III        | 2                    |                   |   |                        |                  |                  |   |  |             |                  |             |  |  |       |       |       |  |
|  | 4                | Sp. Palermo III        | 2                    |                   |   | Argentinos Juniors III | 0                |                  |   |  |             |                  |             |  |  |       |       |       |  |
|  |                  |                        |                      |                   |   |                        |                  |                  |   |  |             |                  |             |  |  |       |       |       |  |
|  |                  |                        | 3                    | Boca Juniors III  | 1 |                        |                  |                  |   |  |             |                  |             |  |  |       |       |       |  |
|  |                  |                        | 3                    | Boca Juniors III  | 1 |                        |                  |                  |   |  |             |                  |             |  |  |       |       |       |  |
|  |                  |                        |                      |                   |   |                        |                  |                  |   |  |             |                  |             |  |  |       |       |       |  |
|  |                  |                        |                      |                   |   |                        |                  |                  |   |  |             |                  |             |  |  |       |       |       |  |
|  |                  |                        |                      |                   |   |                        | Boca Juniors III | Boca Juniors III | 3 |  |             |                  |             |  |  |       |       |       |  |
|  |                  |                        |                      |                   |   |                        |                  |                  | 3 |  |             |                  |             |  |  |       |       |       |  |
|  |                  |                        | Independiente III    | Independiente III | 1 |                        |                  |                  |   |  |             |                  |             |  |  |       |       |       |  |
|  |                  |                        | Independiente III    | Independiente III | 1 |                        |                  |                  |   |  |             |                  |             |  |  |       |       |       |  |
|  |                  |                        |                      |                   |   |                        |                  |                  |   |  |             |                  |             |  |  |       |       |       |  |
|  |                  |                        |                      |                   |   |                        |                  |                  |   |  |             |                  |             |  |  |       |       |       |  |
|  |                  | 5                      | Barracas Central III | 1                 |   |                        |                  |                  |   |  |             |                  |             |  |  |       |       |       |  |
|  |                  |                        |                      | 1                 |   |                        |                  |                  |   |  |             |                  |             |  |  |       |       |       |  |
|  |                  |                        | 2                    | Independiente III | 3 |                        |                  |                  |   |  |             |                  |             |  |  |       |       |       |  |
|  |                  |                        | 2                    | Independiente III | 3 |                        |                  |                  |   |  |             |                  |             |  |  |       |       |       |  |
|  |                  |                        |                      |                   |   |                        |                  |                  |   |  |             |                  |             |  |  |       |       |       |  |
|  |                  |                        |                      |                   |   |                        |                  |                  |   |  |             |                  |             |  |  |       |       |       |  |
|  |                  |                        |                      |                   |   |                        |                  |                  |   |  |             | Boca Juniors III |             |  |  |       |       |       |  |
|  |                  |                        |                      |                   |   |                        |                  |                  |   |  |             |                  |             |  |  |       |       |       |  |
|  |                  |                        | Boulogne             |                   |   |                        |                  |                  |   |  |             |                  |             |  |  |       |       |       |  |
|  |                  |                        |                      |                   |   |                        |                  |                  |   |  |             |                  |             |  |  |       |       |       |  |
|  |                  |                        |                      |                   |   |                        |                  |                  |   |  |             |                  |             |  |  |       |       |       |  |
|  |                  |                        |                      |                   |   |                        |                  |                  |   |  |             |                  |             |  |  |       |       |       |  |
|  |                  | 8                      | Huracán de Lanús     | 2                 |   |                        |                  |                  |   |  |             |                  |             |  |  |       |       |       |  |
|  |                  |                        |                      | 2                 |   |                        |                  |                  |   |  |             |                  |             |  |  |       |       |       |  |
|  |                  |                        | 7                    | Villa Furst       | 1 |                        |                  |                  |   |  |             |                  |             |  |  |       |       |       |  |
|  |                  |                        | 7                    | Villa Furst       | 1 |                        |                  |                  |   |  |             |                  |             |  |  |       |       |       |  |
|  |                  |                        |                      |                   |   |                        |                  |                  |   |  |             |                  |             |  |  |       |       |       |  |
|  |                  |                        |                      |                   |   |                        |                  |                  |   |  |             |                  |             |  |  |       |       |       |  |
|  |                  |                        |                      |                   |   |                        | Huracán de Lanús | Huracán de Lanús | 1 |  |             |                  |             |  |  |       |       |       |  |
|  |                  |                        |                      |                   |   |                        |                  |                  | 1 |  |             |                  |             |  |  |       |       |       |  |
|  |                  |                        | Boulogne             | Boulogne          | 3 |                        |                  |                  |   |  |             |                  |             |  |  |       |       |       |  |
|  |                  |                        | Boulogne             | Boulogne          | 3 |                        |                  |                  |   |  |             |                  |             |  |  |       |       |       |  |
|  |                  |                        |                      |                   |   |                        |                  |                  |   |  |             |                  |             |  |  |       |       |       |  |
|  |                  |                        |                      |                   |   |                        |                  |                  |   |  |             |                  |             |  |  |       |       |       |  |
|  |                  | 6                      | Boulogne             | 1                 |   |                        |                  |                  |   |  |             |                  |             |  |  |       |       |       |  |
|  |                  |                        |                      | 1                 |   |                        |                  |                  |   |  |             |                  |             |  |  |       |       |       |  |
|  |                  |                        | 9                    | Chiclana          | 0 |                        |                  |                  |   |  |             |                  |             |  |  |       |       |       |  |
|  |                  |                        | 9                    | Chiclana          | 0 |                        |                  |                  |   |  |             |                  |             |  |  |       |       |       |  |
|  |                  |                        |                      |                   |   |                        |                  |                  |   |  |             |                  |             |  |  |       |       |       |  |
|  |                  |                        |                      |                   |   |                        |                  |                  |   |  |             |                  |             |  |  |       |       |       |  |
|  |                  |                        |                      |                   |   |                        |                  |                  |   |  |             |                  |             |  |  |       |       |       |  |
|  |                  |                        |                      |                   |   |                        |                  |                  |   |  |             |                  |             |  |  |       |       |       |  |

### Octavos de final
|  | Argentinos Juniors III | 3:2 | Sp. Palermo III |  |  |

### Cuartos de final
|  | Argentinos Juniors III | 0:1 | Boca Juniors III |  |  |

|  | Barracas Central III | 1:3 | Independiente III |  |  |

|  | Huracán de Lanús | 2:1 | Villa Furst |  |  |

|  | Boulogne | 1:0 | Chiclana |  |  |

### Semifinales
|  | Boca Juniors III | 3:1 | Independiente III |  |  |

|  | Huracán de Lanús | 1:3 | Boulogne |  |  |

### Final
|  | Boca Juniors III | vs. | Boulogne |  |  |

|                                     |
|                                     |
| Campeón Boca Juniors III 2.º título |